# Борислава Иванова (аеробика)
 Тази статия е за състезателката по аеробика.  За състезателката по кану-каяк вижте Борислава Иванова.  
Борислава Иванова е българска национална състезателка по спортна аеробика.

## Биография
Родена е на 3 декември 2004 г. в Хасково. На тригодишна възраст поради здравословни причини[поясни] започва да тренира спортна аеробика в Хасково. Чрез спорта не само успява да надмогне заболяването си, но се превръща в една от най-успешните гимнастички в България. Наричат я „детето чудо“. На седемгодишна възраст е една от претендентките, номинирани за голямата награда на Фондация „Димитър Бербатов“ в категория „спорт“. На 9 години печели второ място в „България търси талант“. Борислава Иванова влиза в класацията „10 от най-популярните деца у нас“.

## Спортна кариера
Иванова е тринадесет поредни пъти държавна шампионка, индивидуално във възрастовата си група.
През 2021 г. печели бронзов медал на Световното първенство в Баку, както и бронзов медал в категория двойки. Златна медалистка в категория двойки на Европейското първенство през 2021 г. в Пезаро, Италия. Нейна треньорка е Биляна Тютюкова. През 2021 г. печели приза „Най-добър спортен талант на Пловдив“.